# Бейред-Жуме
Бейре́д-Жуме́ (фр. Beyrède-Jumet) — колишній муніципалітет у Франції, у регіоні Окситанія, департамент Верхні Піренеї. Населення — 226 осіб (2011).
Муніципалітет був розташований на відстані близько 680 км на південь від Парижа, 115 км на південний захід від Тулузи, 39 км на південний схід від Тарба.

## Історія
До 2015 року муніципалітет перебував у складі регіону Південь-Піренеї. Від 1 січня 2016 року належав до нового об'єднаного регіону Окситанія.
1 січня 2019 року Бейред-Жуме і Камус було об'єднано в новий муніципалітет Бейред-Жуме-Камус.

## Демографія
Динаміка населення (INSEE ):
Розподіл населення за віком та статтю (2006):
| Стать | Всього | До 15 років | 15-24 | 25-44 | 45-64 | 65-85 | Понад 85 |
| --- | ------ | ----------- | ----- | ----- | ----- | ----- | -------- |
| Чоловіки | 108    | 24          | 12    | 32    | 16    | 24    | 0        |
| Жінки | 92     | 16          | 0     | 36    | 20    | 16    | 4        |
| \| Статево-вікова піраміда \| Статево-вікова піраміда \| Статево-вікова піраміда \| \| ----------------------- \| ----------------------- \| ----------------------- \| \| Чоловіки \| Вік \| Жінки \| \| 0 \| 85 + \| 4 \| \| 0 \| 80-84 \| 0 \| \| 12 \| 75-79 \| 8 \| \| 8 \| 70-74 \| 8 \| \| 4 \| 65-69 \| 0 \| \| 4 \| 60-64 \| 8 \| \| 4 \| 55-59 \| 4 \| \| 4 \| 50-54 \| 8 \| \| 4 \| 45-49 \| 0 \| \| 8 \| 40-44 \| 12 \| \| 8 \| 35-39 \| 4 \| \| 8 \| 30-34 \| 12 \| \| 8 \| 25-29 \| 8 \| \| 8 \| 20-24 \| 0 \| \| 4 \| 15-20 \| 0 \| \| 8 \| 10-14 \| 8 \| \| 8 \| 5-9 \| 0 \| \| 8 \| 0-4 \| 8 \| |        |             |       |       |       |       |          |
| Статево-вікова піраміда |        |             |       |       |       |       |          |
| Чоловіки | Вік    | Жінки       |       |       |       |       |          |
| 0 | 85 +   | 4           |       |       |       |       |          |
| 0 | 80-84  | 0           |       |       |       |       |          |
| 12 | 75-79  | 8           |       |       |       |       |          |
| 8 | 70-74  | 8           |       |       |       |       |          |
| 4 | 65-69  | 0           |       |       |       |       |          |
| 4 | 60-64  | 8           |       |       |       |       |          |
| 4 | 55-59  | 4           |       |       |       |       |          |
| 4 | 50-54  | 8           |       |       |       |       |          |
| 4 | 45-49  | 0           |       |       |       |       |          |
| 8 | 40-44  | 12          |       |       |       |       |          |
| 8 | 35-39  | 4           |       |       |       |       |          |
| 8 | 30-34  | 12          |       |       |       |       |          |
| 8 | 25-29  | 8           |       |       |       |       |          |
| 8 | 20-24  | 0           |       |       |       |       |          |
| 4 | 15-20  | 0           |       |       |       |       |          |
| 8 | 10-14  | 8           |       |       |       |       |          |
| 8 | 5-9    | 0           |       |       |       |       |          |
| 8 | 0-4    | 8           |       |       |       |       |          |

## Економіка
2010 року серед 139 осіб працездатного віку (15—64 років) 99 були активними, 40 — неактивними (показник активності 71,2%, у 1999 році було 72,3%). З 99 активних мешканців працювали 93 особи (51 чоловік та 42 жінки), безробітними було 6 (1 чоловік та 5 жінок). Серед 40 неактивних 15 осіб було учнями чи студентами, 13 — пенсіонерами, 12 були неактивними з інших причин.

У 2010 році в муніципалітеті числилось 92 оподатковані домогосподарства, у яких проживали 197,0 особи, медіана доходів виносила 16 901 євро на одного особоспоживача